# Lila (województwo wielkopolskie)
Lila – osada leśna w Polsce położona w województwie wielkopolskim, w powiecie krotoszyńskim, w gminie Zduny.
W latach 1975–1998 miejscowość administracyjnie należała do województwa kaliskiego.